# Louhi (sjö i Kaavi, Norra Savolax)
Louhi är en sjö i kommunen Kaavi i landskapet Norra Savolax i Finland. Sjön ligger 120,8 meter över havet. Den är 17,08 meter djup. Arean är 1,25 kvadratkilometer och strandlinjen är 9,73 kilometer lång. Sjön  ingår i Vuoksens huvudavrinningsområde.   Den ligger omkring 60 kilometer öster om Kuopio och omkring 370 kilometer nordöst om Helsingfors. 
Louhi ligger nordöst om Sivakkajärvi. 